# Nereo Rocco
Nereo Rocco (Triëst, 20 mei 1912 – aldaar, 20 februari 1979) was een Italiaans voetballer en voetbaltrainer. Tijdens de jaren vijftig introduceerde hij het catenaccio-systeem in het Italiaanse voetbal.

## Voetbalcarrière
Rocco's voetbalcarrière ging in 1929 van start bij Triestina, de club uit zijn geboortestad Triëst. Een jaar later werd de Serie A in het leven geroepen. Rocco, een vleugelmiddenvelder, speelde acht seizoen voor Triestina en trok toen naar Napoli. Maar Napoli presteerde in die periode minder en degradatie naar de Serie B kwam bij momenten akelig dichtbij. Na reeds drie seizoenen verliet hij Napels en verhuisde naar Padova, dat toen in de Serie B aantrad. In 1942 zette Rocco een punt achter zijn loopbaan als voetballer.
Rocco werd in 1934 een keer geselecteerd voor de nationale ploeg van Italië. Dat jaar won Italië in eigen land het wereldkampioenschap. Rocco zelf behoorde niet tot de WK-selectie.

## Trainerscarrière

### Triestina
In 1947, zo'n vijf jaar na zijn laatste professionele wedstrijd als speler, ging Rocco aan de slag als coach. Hij begon bij de club waar hij ook als speler van start ging: Triestina. Reeds een jaar later werd Rocco met zijn team tweede in de Serie A, achter landskampioen Torino. Tot op heden is dat het hoogste resultaat dat ooit door Triestina werd gehaald. Maar ondanks de goede resultaten stapte Rocco na enkele meningsverschillen met het bestuur op.
Vervolgens werd hij hoofdtrainer bij Treviso. Deze club uit de Serie B haalde nog nooit de hoogste afdeling. Reeds in z'n eerste seizoen werd Rocco met Treviso zesde in de Serie B. En ook dat is tot op heden een resultaat dat nog nooit werd overtroffen. In 1953 keerde hij voor een seizoen terug naar Triestina om vervolgens een contract te tekenen bij Padova, waar hij ook als speler had gefungeerd.

### Catenaccio
Bij Padova introduceerde Rocco tijdens de jaren 50 het catenaccio systeem. Dit systeem, dat voor het eerst door Helenio Herrera werd gebruikt, werd een van de handelsmerken van Rocco. Bovendien was het erg succesvol, want Padova werd in 1958 derde in de Serie A. Nog steeds wordt dat beschouwd als het beste resultaat ooit van de club. Vooral omdat Rocco in die tijd niet kon rekenen op een ruim aanbod aan spelers. Enkel in 1923, voor de oprichting van de Serie A, behaalde Padova een evenwaardig resultaat. Rocco's merkwaardige resultaten met kleine ploegen werden ook opgemerkt door de grote Italiaanse clubs. In 1961 liet Rocco Padova achter zich en trok naar AC Milan.

### AC Milan
Bij Milan volgde hij Paolo Todeschini op. Zijn eerste seizoen sloot Rocco meteen als landskampioen af. Een jaar later stootte AC Milan door naar de finale van de Europacup I. In die finale versloeg Milan in het Wembley Stadion Benfica met 2–1. Rocco kon in die periode bij Milan rekenen op enkele grote namen als Cesare Maldini, Giovanni Trapattoni en Gianni Rivera. Na het behalen van de Europacup I vertrok Rocco naar Torino.
De gouden periode van de jaren 40 van het Grande Torino lag al een tijdje achter de rug. Toch slaagde Rocco er in om van zijn team opnieuw een goede subtopper te maken. In 1967, na een afwezigheid van vier jaar, keerde Rocco terug naar San Siro. Bij AC Milan pikte hij de draad meteen weer op. Hij veroverde in zijn eerste seizoen na zijn terugkeer de landstitel en de Europacup II. In 1969 won hij voor de eerste keer in de geschiedenis van de club de wereldbeker voor clubteams tegen Estudiantes. In 1972 en 1973 won hij twee jaar op rij de Coppa Italia. In 1973 versloeg Milan in de finale van de Europacup II Leeds United met 1–0 na een doelpunt van Luciano Chiarugi in de vijfde minuut. Een jaar later zou Milan de finale nog eens bereiken, maar toen werd verloren van 1. FC Magdeburg.
In 1974 trainde Rocco nog een seizoen Fiorentina, waar hij de opvolger werd van Luigi Radice. Met Fiorentina werd hij dat seizoen achtste in de Serie A. Rocco keerde terug naar AC Milan, waar hij aan de slag ging als technisch directeur en als assistent-trainer van Nils Liedholm in 1977.

## Erelijst
Als trainer
 AC Milan
- Serie A: 1961/62, 1967/68
- Coppa Italia: 1971/72, 1972/73, 1976/77
- Europacup I: 1962/63, 1968/69
- Europacup II: 1967/68, 1972/73
- Wereldbeker voor clubteams: 1969

Individueel
- Seminatore d'Oro: 1962/63
- Hall of Fame van het Italiaans voetbal: 2012
- France Football – Grootste Trainer Aller Tijden (plek 17): 2019
- World Soccer – Grootste Trainer Aller Tijden (plek 36): 2013

## Trivia
- Rocco was als speler én trainer actief bij Padova en Triestina. Tijdens het seizoen 1948/49 eindigde de wedstrijd Triestina–Padova in 9–1. Rocco was toen trainer van Triestina.
- Op 18 oktober 1992 is in Triëst het  voetbalstadion naar hem vernoemd.
- Rocco was erg populair in zijn geboortestad omdat hij vaak het dialect uit zijn geboortestreek gebruikte. In Triëst noemde men hem ook weleens El Paròn (dialect voor De Meester).